# Station Laytown
Station Laytown is een treinstation in Laytown in het Ierse graafschap Meath. Het ligt aan de lijn Dublin - Belfast. Naar Dublin rijdt buiten de spits ieder uur een trein, in de spits ieder kwartier. In noordelijke richting rijden de meeste treinen tot Drogheda. In Dundalk is er een aansluiting met Belfast. 